# Soubès
 Soubès  es una población y comuna francesa, situada en la región de Occitania, departamento de Hérault, en el distrito de Lodève y cantón de Lodève.

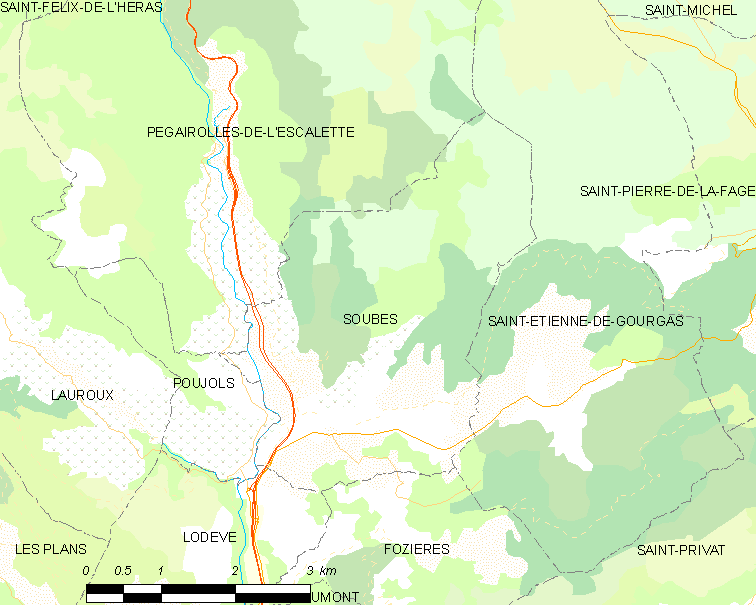
Mapa

## Demografía
| 379 | 370 | 455 | 565 | 616 | 710 | 911 |
| Para los censos de 1962 a 1999 la población legal corresponde a la población sin duplicidades (Fuente: INSEE [Consultar]) |     |     |     |     |     |     |